# Bang Sue
Bang Sue (tiếng Thái: บางซื่อ; IPA: [bā ː Ŋ sɯ ː]) là một quận của Bangkok, Thái Lan. Quận Bang Sue có diện tích 11,2 km2, dân số là 125,440 người.
Các quận giáp ranh, theo chiều kim đồng hồ từ phía đông, Chatuchak, Dusit và Bang Phlat, và Bang Kruai và Mueang Nonthaburi (tất cả đều thuộc tỉnh Nonthaburi).
Cầu Rama VI cầu là cây cầu đầu tiên qua sông Chao Phraya. Nó đã chính thức khai trương vào ngày 01 tháng 1 năm 1923 và được đặt tên sau khi Vua Vajiravudh (Rama VI). cầu dài 442 mét và rộng 10 m cầu ban đầu đã có hai làn xe, đường sắt và một cho chiếc xe. Trong Thế chiến II, cây cầu bị hư hỏng nặng. Cầu xây dựng lại đã được tái mở cửa vào ngày 12 Tháng 12 1953. Năm 1992, các làn xe đã được đóng cửa và thực hiện trên cầu Rama VII gần đó, vì vậy cây cầu bây giờ là một cầu đường sắt.